# Champions Trophy de hockey sobre césped femenino de 2016
La 22.ª edición del Champions Trophy femenino se llevó a cabo entre el 18 y 26 de junio de 2016 en el Lee Valley Hockey and Tennis Centre de Londres, Reino Unido. Las seis selecciones nacionales que participaron fueron Gran Bretaña, Argentina, Australia, Nueva Zelanda, Estados Unidos y Países Bajos.

## Formato
Después de experimentar con dos formatos diferentes en las últimas tres ediciones del Champions Trophy, se decidió volver al formato utilizado hasta la edición 2010, es decir un torneo compuesto de 6 equipos que compiten en un sistema de todos contra todos.

## Clasificación
La Federación Internacional de Hockey (FIH) decidió volver al proceso de clasificación utilizado hasta 2010, en la que se clasifican automáticamente la nación anfitriona, el último campeón Olímpico, y los últimos ganadores del campeonato mundial, la Liga Mundial y el Champions Challenge. La junta ejecutiva de FIH designará  los participantes restantes para llegar a un total de 6 equipos.
- Reino Unido (nación anfitriona)
- Países Bajos (campeón olímpico de 2012 y campeón mundial de 2014)
- Argentina (campeón de la Liga Mundial de 2014-15)
- Estados Unidos (ganador del Champions Challenge de 2014)
- Australia (invitado por la junta ejecutiva de FIH)
- Nueva Zelanda (invitado por la junta ejecutiva de FIH)

## Tabla de posiciones
| Equipo         | Pts | J | G | E | P | GF | GC | D/G | Clasificación |
| -------------- | --- | - | - | - | - | -- | -- | --- | ------------- |
| Países Bajos   | 15  | 5 | 5 | 0 | 0 | 16 | 4  | +12 | Final         |
| Argentina      | 10  | 5 | 3 | 1 | 1 | 12 | 6  | +6  | Final         |
| Australia      | 7   | 5 | 2 | 1 | 2 | 11 | 8  | +3  | 3.ª posición  |
| Estados Unidos | 5   | 5 | 1 | 2 | 2 | 7  | 11 | -4  | 3.ª posición  |
| Nueva Zelanda  | 5   | 5 | 1 | 1 | 3 | 7  | 14 | -7  | 5.ª posición  |
| Reino Unido    | 1   | 5 | 0 | 1 | 4 | 3  | 11 | -8  | 5.ª posición  |

## Resultados

### Jornada 1
| 18 de junio, 12:00 | Estados Unidos             | 2 - 2 | Australia                  | Lee Valley Hockey and Tennis Centre, Londres           |                                                        |
|                    | Wimer 19' - Van Sickle 47' |       | Slattery 13' - Stewart 33' | Árbitro(s): Claire Adenot (FRA) y Frances Block (GBR). | Árbitro(s): Claire Adenot (FRA) y Frances Block (GBR). |

| 18 de junio, 14:00 | Argentina                  | 2 - 2 | Reino Unido               | Lee Valley Hockey and Tennis Centre, Londres             |                                                          |
|                    | Granatto 7' - Rebecchi 47' |       | Richardson-Walsh 31', 54' | Árbitro(s): Kelly Hudson (NZL) y Michelle Joubert (RSA). | Árbitro(s): Kelly Hudson (NZL) y Michelle Joubert (RSA). |

| 18 de junio, 16:00 | Países Bajos                                | 6 - 2 | Nueva Zelanda                | Lee Valley Hockey and Tennis Centre, Londres          |                                                       |
|                    | Paumen 11', 24', 49', 58' - Jonker 40', 55' |       | Harrison 29' - Michelsen 36' | Árbitro(s): Elena Eskina (RUS) y Kylie Seymour (AUS). | Árbitro(s): Elena Eskina (RUS) y Kylie Seymour (AUS). |

### Jornada 2
| 19 de junio, 12:00 | Estados Unidos | 1 - 4 | Argentina                             | Lee Valley Hockey and Tennis Centre, Londres       |                                                    |
|                    | Wold 24'       |       | Rebecchi 17', 22', 57' - Granatto 25' | Árbitro(s): Kelly Hudson (NZL) y Emi Yamada (JPN). | Árbitro(s): Kelly Hudson (NZL) y Emi Yamada (JPN). |

| 19 de junio, 14:00 | Países Bajos            | 2 - 0 | Reino Unido | Lee Valley Hockey and Tennis Centre, Londres                   |                                                                |
|                    | Welten 17' - Paumen 53' |       |             | Árbitro(s): Carolina de la Fuente (ARG) y Claire Adenot (FRA). | Árbitro(s): Carolina de la Fuente (ARG) y Claire Adenot (FRA). |

| 19 de junio, 16:00 | Australia                          | 3 - 1 | Nueva Zelanda | Lee Valley Hockey and Tennis Centre, Londres                |                                                             |
|                    | Smith 3' - Kenny 18' - Stewart 40' |       | McLaren 3'    | Árbitro(s): Frances Block (GBR) y Stephanie Judefind (USA). | Árbitro(s): Frances Block (GBR) y Stephanie Judefind (USA). |

### Jornada 3
| 21 de junio, 14:30 | Australia    | 1 - 2 | Argentina                      | Lee Valley Hockey and Tennis Centre, Londres               |                                                            |
|                    | Slattery 56' |       | Barrionuevo 41' - Rebecchi 53' | Árbitro(s): Stephanie Judefind (USA) y Elena Eskina (RUS). | Árbitro(s): Stephanie Judefind (USA) y Elena Eskina (RUS). |

| 21 de junio, 18:00 | Países Bajos                                       | 4 - 1 | Estados Unidos  | Lee Valley Hockey and Tennis Centre, Londres           |                                                        |
|                    | van Male 4' - van den Heuvel 10' - Welten 28', 43' |       | Kolojejchik 24' | Árbitro(s): Emi Yamada (JPN) y Michelle Joubert (RSA). | Árbitro(s): Emi Yamada (JPN) y Michelle Joubert (RSA). |

| 21 de junio, 20:00 | Nueva Zelanda | 1 - 0 | Reino Unido | Lee Valley Hockey and Tennis Centre, Londres                   |                                                                |
|                    | Michelsen 1'  |       |             | Árbitro(s): Kylie Seymour (AUS) y Carolina de la Fuente (ARG). | Árbitro(s): Kylie Seymour (AUS) y Carolina de la Fuente (ARG). |

### Jornada 4
| 23 de junio, 14:30 | Argentina                                       | 4 - 2 | Nueva Zelanda         | Lee Valley Hockey and Tennis Centre, Londres       |                                                    |
|                    | F. Habif 10' - Rebecchi 23', 33' - Granatto 47' |       | Cocks 37' - Merry 56' | Árbitro(s): Elena Eskina (RUS) y Emi Yamada (JPN). | Árbitro(s): Elena Eskina (RUS) y Emi Yamada (JPN). |

| 23 de junio, 18:00 | Australia    | 1 - 2 | Países Bajos                 | Lee Valley Hockey and Tennis Centre, Londres          |                                                       |
|                    | Slattery 51' |       | van der Pols 6' - Paumen 31' | Árbitro(s): Frances Block (GBR) y Kelly Hudson (NZL). | Árbitro(s): Frances Block (GBR) y Kelly Hudson (NZL). |

| 23 de junio, 20:00 | Reino Unido | 0 - 2 | Estados Unidos         | Lee Valley Hockey and Tennis Centre, Londres              |                                                           |
|                    |             |       | Wold 39' - Sharkey 41' | Árbitro(s): Claire Adenot (FRA) y Michelle Joubert (RSA). | Árbitro(s): Claire Adenot (FRA) y Michelle Joubert (RSA). |

### Jornada 5
| 25 de junio, 12:00 | Argentina | 0 - 2 | Países Bajos            | Lee Valley Hockey and Tennis Centre, Londres        |                                                     |
|                    |           |       | Welten 29' - Jonker 58' | Árbitro(s): Claire Adenot (FRA) y Emi Yamada (JPN). | Árbitro(s): Claire Adenot (FRA) y Emi Yamada (JPN). |

| 25 de junio, 14:00 | Nueva Zelanda | 1 - 1 | Estados Unidos  | Lee Valley Hockey and Tennis Centre, Londres                   |                                                                |
|                    | Merry 36'     |       | Kolojejchik 10' | Árbitro(s): Carolina de la Fuente (ARG) y Kylie Seymour (AUS). | Árbitro(s): Carolina de la Fuente (ARG) y Kylie Seymour (AUS). |

| 25 de junio, 16:00 | Reino Unido | 1 - 4 | Australia                                       | Lee Valley Hockey and Tennis Centre, Londres               |                                                            |
|                    | Bray 16'    |       | Slattery 5' - Parker 6' - Smith 33' - Kenny 38' | Árbitro(s): Stephanie Judefind (USA) y Elena Eskina (RUS). | Árbitro(s): Stephanie Judefind (USA) y Elena Eskina (RUS). |

## Rueda final

### 5.º y 6.º puesto
| 26 de junio, 14:00 | Nueva Zelanda                       | 3 - 4 | Reino Unido                      | Lee Valley Hockey and Tennis Centre, Londres                |                                                             |
|                    | McLaren 22' - Merry 39' - Smith 47' |       | Danson 10', 33, 52' - Owsley 26' | Árbitro(s): Stephanie Judefind (USA) y Kylie Seymour (AUS). | Árbitro(s): Stephanie Judefind (USA) y Kylie Seymour (AUS). |

### Tercer puesto
| 26 de junio, 16:15 | Australia                  | 2 - 2 - (pen. 0 - 1) | Estados Unidos | Lee Valley Hockey and Tennis Centre, Londres                   |                                                                |
|                    | Williams 15' - Stewart 34' |                      | Bam 42', 57'   | Árbitro(s): Frances Block (GBR) y Carolina de la Fuente (ARG). | Árbitro(s): Frances Block (GBR) y Carolina de la Fuente (ARG). |

### Final
| 26 de junio, 18:30 | Países Bajos                                 | 1 - 2 | Argentina                                            | Lee Valley Hockey and Tennis Centre, Londres             |                                                          |
|                    | De Goede 33' - van der Pols 18' - Jonker 36' |       | 10' Cavallero - 14' Barrionuevo - Gomes Fantasia 36' | Árbitro(s): Kelly Hudson (NZL) y Michelle Joubert (RSA). | Árbitro(s): Kelly Hudson (NZL) y Michelle Joubert (RSA). |

## Posiciones finales
| Pos | Equipo         |
| --- | -------------- |
|     | Argentina      |
|     | Países Bajos   |
|     | Estados Unidos |
| 4.  | Australia      |
| 5.  | Reino Unido    |
| 6.  | Nueva Zelanda  |

## Premios individuales
| Mejor jugadora | Mejor jugadora joven | Mejor arquera  | Goleadora      |
| -------------- | -------------------- | -------------- | -------------- |
| Carla Rebecchi | María José Granatto  | Joyce Sombroek | Carla Rebecchi |